# John Bucyk
John Paul "Chief" Bucyk (Edmonton, Alberta, 1935. május 12. –) kanadai jégkorongozó, csatár. Tagja a Jégkorong Hírességek Csarnokának.

## Játékos pályafutás
Bucyk kiváló balszélső volt. Sosem tekintették legjobbnak a posztján (kortársai a szupersztár Bobby Hull és Frank Mahovlich voltak), de hosszú pályafutása végén, mint minden idők negyedik legeredményesebb és harmadik legtöbb mérkőzésen szerepelt játékosaként vonult vissza. 1971-ben és 1974-ben ben elnyerte a Lady Byng-emlékkupát.
Bucyk négy junior évét szülővárosának csapatában, az Edmonton Oil Kingsben töltötte, mielőtt aláírt volna a Detroit Red Wingsnek 1955-ben. 1957-ben két szerény teljesítményű szezon után váratlanul elcserélték a Boston Bruinsszal a korszak egyik legjobb kapusáért, Terry Sawchukért. Bucyk Bostonba érkeztével szinte azonnal sztár lett és létre jött a híres -három ukrán származású játékosokból álló- „Uke-sor” Vic Stasiukkal és Bronco Horvathtal, aki 1960-ban a második legeredményesebb játékos lett, egy ponttal elmaradva Bobby Hulltól.
Ettől kezdve a Bostonra nehéz idők jöttek. Ötször végzett sorozatban a csapat az utolsó helyen. A Boston a hatvanas évek végén ismét élcsapat lett. A kapitány ekkor már Bucyk volt, aki az 1970–1971-es szezonban 51 gólt szerzett és hozzásegítette a Bruinst 1970-es és 1972-es kupagyőzelméhez. Bucyk megmutatta, hogy különösen hatékonyan játszik a bal szélen a Boston nagyszerű és félelmetes emberelőnyös egységében Phil Espositóval, John McKenzie-vel, Bobby Orral és Fred Stanfielddel.
1978-as visszavonulása után a Bruins visszavonultatta Bucyk 9-es mezét, akinek 545 gólja legtöbb a csapat történetében, és eredményességben is csak Ray Bourque előzte meg őt. Bucyk kapcsolatban maradt a Bruinsszal, különböző pozíciókban.
John Bucykot 1981-ben iktatták be az NHL Hall of Fame-be.

## Karrier statisztika
| 1951–1952       | Edmonton Oil Kings | WCJHL           | --   | --  | --  | --   | --  | 1   | 0  | 0  | 0   | 0  |
| 1952–1953       | Edmonton Oil Kings | WCJHL           | 39   | 19  | 12  | 31   | 24  | 12  | 5  | 1  | 6   | 14 |
| 1953–1954       | Edmonton Oil Kings | WCJHL           | 33   | 29  | 38  | 67   | 38  | 21  | 28 | 17 | 45  | 30 |
| 1953–1954       | Edmonton Flyers    | WHL             | 2    | 2   | 0   | 2    | 2   | --  | -- | -- | --  | -- |
| 1954–1955       | Edmonton Flyers    | WHL             | 70   | 30  | 58  | 88   | 57  | 9   | 1  | 6  | 7   | 7  |
| 1955–1956       | Edmonton Flyers    | WHL             | 6    | 0   | 0   | 0    | 9   | --  | -- | -- | --  | -- |
| 1955–1956       | Detroit Red Wings  | NHL             | 38   | 1   | 8   | 9    | 20  | 10  | 1  | 1  | 2   | 8  |
| 1956–1957       | Detroit Red Wings  | NHL             | 66   | 10  | 11  | 21   | 41  | 5   | 0  | 1  | 1   | 0  |
| 1957–1958       | Boston Bruins      | NHL             | 68   | 21  | 31  | 52   | 57  | 12  | 0  | 4  | 4   | 16 |
| 1958–1959       | Boston Bruins      | NHL             | 69   | 24  | 36  | 60   | 36  | 7   | 2  | 4  | 6   | 6  |
| 1959–1960       | Boston Bruins      | NHL             | 56   | 16  | 36  | 52   | 26  | --  | -- | -- | --  | -- |
| 1960–1961       | Boston Bruins      | NHL             | 70   | 19  | 20  | 39   | 48  | --  | -- | -- | --  | -- |
| 1961–1962       | Boston Bruins      | NHL             | 67   | 20  | 40  | 60   | 32  | --  | -- | -- | --  | -- |
| 1962–1963       | Boston Bruins      | NHL             | 69   | 27  | 39  | 66   | 36  | --  | -- | -- | --  | -- |
| 1963–1964       | Boston Bruins      | NHL             | 62   | 18  | 36  | 54   | 36  | --  | -- | -- | --  | -- |
| 1964–1965       | Boston Bruins      | NHL             | 68   | 26  | 29  | 55   | 24  | --  | -- | -- | --  | -- |
| 1965–1966       | Boston Bruins      | NHL             | 63   | 27  | 30  | 57   | 12  | --  | -- | -- | --  | -- |
| 1966–1967       | Boston Bruins      | NHL             | 59   | 18  | 30  | 48   | 12  | --  | -- | -- | --  | -- |
| 1967–1968       | Boston Bruins      | NHL             | 72   | 30  | 39  | 69   | 8   | 3   | 0  | 2  | 2   | 0  |
| 1968–1969       | Boston Bruins      | NHL             | 70   | 24  | 42  | 66   | 18  | 10  | 5  | 6  | 11  | 0  |
| 1969–1970       | Boston Bruins      | NHL             | 76   | 31  | 38  | 69   | 13  | 14  | 11 | 8  | 19  | 2  |
| 1970–1971       | Boston Bruins      | NHL             | 78   | 51  | 65  | 116  | 8   | 7   | 2  | 5  | 7   | 0  |
| 1971–1972       | Boston Bruins      | NHL             | 78   | 32  | 51  | 83   | 4   | 15  | 9  | 11 | 20  | 6  |
| 1972–1973       | Boston Bruins      | NHL             | 78   | 40  | 53  | 93   | 12  | 5   | 0  | 3  | 3   | 0  |
| 1973–1974       | Boston Bruins      | NHL             | 76   | 31  | 44  | 75   | 8   | 16  | 8  | 10 | 18  | 4  |
| 1974–1975       | Boston Bruins      | NHL             | 78   | 29  | 52  | 81   | 10  | 3   | 1  | 0  | 1   | 0  |
| 1975–1976       | Boston Bruins      | NHL             | 77   | 36  | 47  | 83   | 20  | 12  | 2  | 7  | 9   | 0  |
| 1976–1977       | Boston Bruins      | NHL             | 49   | 20  | 23  | 43   | 12  | 5   | 0  | 0  | 0   | 0  |
| 1977–1978       | Boston Bruins      | NHL             | 53   | 5   | 13  | 18   | 36  | --  | -- | -- | --  | -- |
| NHL Összesített | NHL Összesített    | NHL Összesített | 1540 | 556 | 813 | 1369 | 497 | 124 | 41 | 62 | 103 | 42 |

## Eredmények és tények
- Visszavonulásakor a legeredményesebb balszélső volt a liga történetében
- Tizenhat legalább húsz gólos szezont ért el.
- Jelölték az NHL év csapatába 1971-ben. A második csapatba 1968-ban.
- Lady Byng-emlékkupa: 1971, 1974.
- All-Star Gála: 1955, 1963, 1964, 1965, 1968, 1970 és 1971.
- A legidősebb játékos volt, aki legalább 50 gólt ért el egy szezonban (35 évesen)
- Unokaöccse Randy Bucyk 1989-ben szerepelt a kanadai válogatottban
- 1998-ban a Hockey News a 100 legnagyobb jégkorongozó között a 45. helyre rangsorolta

## Külső hivatkozások
- Életrajz, statisztika, képek
- Statisztika